# A Drifting Life
A Drifting Life (яп. 劇画漂流 гэкига хё:рю:, Gekiga Hyouryuu) —  автобиографическая манга японского автора Ёсихиро Тацуми, изданная в 2008 году.
 Она была лицензирована канадским издательством Drawn and Quarterly и выпущена в апреле 2009 года. A Drifting Life получила Культурную премию Осаму Тэдзуки (2009), была номинирована на три премии Айснера и завоевала две из них, оказалась на седьмом месте в списке лучшей манги для взрослых по версии About.com, и на третьей строчке в списке лучшей короткой манги.
В этой манге Тацуми рассказывает о своей жизни, начиная с детских лет. Выпустить автобиографию ему посоветовал редактор журнала, в котором публиковалась манга Тацуми. Мангака в то время был болен и подумал, что, возможно, ему осталось не так много времени, поэтому следует выпустить нечто подобное, пока он еще жив.